# (67979) Michelory
(67979) Michelory est un astéroïde de la ceinture principale.

## Description
(67979) Michelory est un astéroïde de la ceinture principale. Découvert en 2000 par l'astronome amateur Jean-Claude Merlin au Creusot, il présente une orbite caractérisée par un demi-grand axe de 3,1169313 UA, une excentricité de 0,0257711 et une inclinaison de 12,98533° par rapport à l'écliptique.
L'astéroïde est dédié à l'astronome, physicien et enseignant suisse Michel Ory. Entre 2000 et 2003, il découvrit trente planètes mineures.

## Compléments